# Грищенко, Алексей Васильевич
Алексей Васильевич Грищенко (2 апреля 1883, Кролевец, Черниговской губернии — 28 января 1977, Ванс, Франция) — украинский живописец, график, искусствовед, художественный критик и мемуарист. Один из наиболее известных украинских авангардистов.

## Биография
Сын банковского служащего. Рано остался сиротой. В 1905—1912 гг. учился в университетах Санкт-Петербурга, Киева, Москвы и получил диплом биолога.
В 1905 г. занимался рисунком и живописью в частной студии С. И. Светославского в Киеве. После двух лет работы в Киеве (1906—1908) уехал в Москву в поисках настоящей «художественной жизни», однако особого успеха там не добился.
В 1909—1910 гг. перенимал опыт в московской художественной школе-студии у К. Ф. Юона и И. О. Дудина, в 1911—1912 — учился у И. И. Машкова и П. П. Кончаловского в Москве.
В 1911 г. побывал в Париже, в 1912 году ездил по городам России, изучая древнерусскую живопись. В 1913—1914 гг. путешествовал по Италии.
Писал импрессионистские пейзажи, экспериментировал в духе кубизма и фовизма, использовал приемы и образы русской иконы, украинского лубка, итальянской фресковой живописи.
Член объединения «Мир искусства» с 1917 года.
В мае 1917 вошел в совет Профессионального союза художников-живописцев Москвы (Сожив), в 1918 — во Всероссийскую коллегию по делам музеев и охраны памятников старины. Организовал вывоз из прифронтовой полосы картин старых мастеров из собрания князей Барятинских. В 1919 — преподавал в ГСХМ.
Экспонент выставок современного искусства в Москве и Петербурге: Нового общества художников (1910), обществ «Бубновый валет» (1912) и «Союз молодежи» (1913, 1914), выставок «Свободное искусство» (1913/1914), «Выставка живописи 1915 г.» (1915), левых течений в искусстве (1915), Современной русской живописи (1916/1917) и др.
Осенью 1919 выехал в Киев, затем в Севастополь, откуда перебрался в Константинополь, с 1921 года жил во Франции.
Начиная с 1923 г., провёл ряд персональных выставок в Париже, Мадриде (1934), Барселоне (1935), Стокгольме, Гётеборге (1937), Лиможе (1943, 1944), Страсбурге (1951, 1953, 1955), Кань-сюр-Мер (1960, ретроспективная), Торонто (1960).
Участник Осеннего салона (с 1923; член салона с 1931), салона Тюильри (1945, 1947) и салона Независимых (1946—1949). Участвовал в 1-й Русской художественной выставке в Берлине (1922), выставках русского искусства в Брюсселе (1928), Париже (1929, 1932) и Праге (1935), в русском отделе выставки «Современное французское искусство» в Москве (1928). В 1953 работы экспонировались в лондонской галерее Redfern на выставке «Русские художники-эмигранты в Париже».
Активный деятель Парижской группы украинских художников, поддерживал тесные связи с Ассоциацией независимых украинских художников (АНУМ) во Львове.
Искусствовед, автор теоретических исследований в области искусства («Про связи русской живописи с Византией и Западом» (1913, «Русская икона как искусство живописи» (1917)), программных манифестов «левых» авангардистских течений, книг воспоминаний «Украина моих голубых дней», «Два года в Константинополе», «Мои встречи с французскими творцами», «Годы бури и натиска».
Значительная часть художественного наследия Грищенко в 2006 г., согласно его завещанию, была передана в Национальный художественный музей Украины в Киеве. Работы художника представлены также в Национальном музее современного искусства в Париже, Королевском музее Копенгагена, Королевском музее Брюсселя, Музее современного искусства в Мадриде, музеях Львова, Страсбурга, Осло, Стокгольма, Монреаля, Бостона и Филадельфии, в ГРМ и ГТГ.